# Центральный государственный архив высших органов власти и управления Украины
ЦГАВОВУ Украины — Центральный государственный архив высших органов власти и управления Украины.

## Фонды
3 330 фондов, 2 074 943 дел, 1917—2006 гг., 18 716 единиц хранения научно-технической документации.

## История
- 1920—1970 — Центральный государственный архив Октябрьской революции и социалистического строительства УССР (ЦГАОР УССР) (Харьков).
- 1970—1980 — Центральный государственный архив Октябрьской революции и социалистического строительства УССР (ЦГАОР УССР) (Киев).
- 1980—1992 — Центральный государственный архив Октябрьской революции, высших органов государственной власти и органов государственного управления Украинской ССР (Киев).
- С 1992 — Центральный государственный архив высших органов власти и управления Украины (ЦГАВОВУ Украины) (Киев).